# Böhen
Böhen é um município da Alemanha, situado no distrito da Baixa Algóvia, no estado da Baviera. Tem 20,53 km² de área, e sua população em 2019 foi estimada em 772 habitantes.